# Sletterhage Fyr
Sletterhage Fyr er et fyrtårn beliggende på den sydvestlige ende af halvøen Helgenæs på Mols. Fyret blev opført 1872, men det nuværende fyr er fra 1894 og er et rundt hvidt tårn, 16 meter højt. Flammens højde over havet er 17 meter. Fyret er tegnet af ingeniør Theodor Wedén.
Fyret er automatiseret, og var egentlig solgt til private, men Skov- og Naturstyrelsen har generhvervet det, for at sikre offentlig adgang, og den frivillige forening Sletterhage Fyrs Venner har indgået en aftale med Syddjurs Kommune om benyttelse af lokaliteten til naturformidling. .
Indtil elektrificering af fyret drev et klokkeværk med lodder og trisser, der skulle trækkes op hver 4. time, en persienne, som åbnede for, eller afblændede, fyrets lys, mede henblik på den rette blinkende signalkarakteristik til skibsfarten. I dag har en blinkende 600 watts halogenlampe samme funktion.

## Bygherre
Sletterhage fyr blev oprindeligt bygget af Århus Havn, som indsejlingsguide. I dag passerer der 7.000 - 8.000 skibe forbi årligt, primært til og fra Århus Havn.
Sejlrenden går umiddelbart forbi fyret. Der er ned til 50 meter dybt tæt på kysten. Frem til 1985 havde SOK, Søværnets Operative Kommando, en overvågningsstation, i en lille tilbygning. Herfra blev passerende skibstrafik registreret. 

## Udstilling
En udstilling i fyrmesterhuset med et marinenavigationstema, viser navigationsudstyr og navigationsprincipper. Ligesom der er en geologiorienteret udstilling. Her kan man få indblik i, hvordan istiden dannede Mols Bjerge, herunder halvøen, Helgenæs, hvor fyret ligger. Som del af udstillingen kan man også se de typer af sten, ledeblokke, man kan finde på stranden ned for fyret. De stammer fra specifikke udslukte vulkaner i Norge og Sverige, og er bragt hertil via istidernes gletsjervandringer. Som del af udstillingen er der to udstoppede marsvin, en hvalart, der er ofte ses tæt på land ud for fyret. Udstillingen viser også andet, der kendetegner stedets havliv.

## Udflugtsmål
Området omkring fyret er et udflugtsmål,som omfatter kysten ned for fyret og bakkerne bagved. Herunder Tyskertårnet der var en kontrolpost under 2. Verdenskrig til overvågning af Kattegat. I bakkerne lige bag ved fyret ligger udsigtspunktet Ellemandsbjerg, der er en 99 meter høj bakke. Herfra er der udsigt over det sydlige Djursland med Mols-landet, Jyllands østkyst, og øerne Tunø, Samsø og Hjelm, foruden Ebeltoft-halvøen. I klart vejr kan man også se til Sjælland. Området omkring Sletterhage Fyr er også besøgt af lystfiskere og fritidsdykkere.

## Galleri
- Sletterhage Fyr set fra vest
- Bursklint nordøst for Sletterhage Fyr

## Eksterne kilder og henvisninger